# Dicranota brevicornis
Dicranota brevicornis är en tvåvingeart som beskrevs av Ernst Evald Bergroth 1891. Dicranota brevicornis ingår i släktet Dicranota och familjen hårögonharkrankar. Inga underarter finns listade i Catalogue of Life.